# Olga Sorokina
Pour les articles homonymes, voir Sorokina.
Olga Sorokina (Ольга Сорокина), née à Vitebsk le 21 janvier 1985, est un mannequin biélorusse, propriétaire et directeur artistique de la marque française IRFĒ.

## Biographie
Olga Sorokina est née le 21 janvier 1985 à Vitebsk (en Biélorussie). Le père - Boris Sorokin, la mère - Tatyana Sorokina (vit à Moscou). La sœur cadette - Tatyana Sorokina (vit en Italie). Nationalité - Russe.

## Carrière
(novembre 2013).
- À l’âge de 17 ans, elle est inscrite dans une agence de mannequin, NEXT à Moscou.
- En 2005, Fashion TV la nomme mannequin de l'année, ce qui lui assure son entrée dans le monde de la mode.
- Elle travaille comme mannequin à Moscou et New York, jusqu'à la naissance de son fils Vadim en 2007.
- C’est à la lecture du livre de l'historien de mode Alexander Vassiliev Beauté en Exile, qui retrace l’histoire des maisons de mode russes qui existaient il y a de nombreuses années, qu’Olga découvre l'histoire de la maison IRFĒ. Après une rencontre marquante avec Xenia Sheremeteva - Sphiris, la petite-fille des fondateurs légendaires de la maison de couture IRFĒ, Félix Youssoupov et Irina Romanov dans leur maison de famille à Paris, Olga décide de se lancer dans l’aventure « de l'autre côté des podiums », en tant que directrice artistique[1].
- En juillet 2008, après 80 années d’absence, Olga présente[2],[3] une retrospective de la légendaire maison de mode IRFĒ fondée en 1924 à Paris par le Prince Félix Youssoupoff et la nièce de l'Empereur Nicolas II, la Princesse Irina Romanova. Appelée symboliquement « Renaissance », cette présentation a lieu au Palais de Tokyo à Paris pendant la semaine de la mode.
- C’est en 2009 à Paris qu’Olga établit le studio de création et le showroom IRFĒ, rue du Faubourg Saint-Honoré[4],[5].
- En Octobre 2013, dans le cadre du 400e anniversaire de la dynastie des Romanos, elle fait le premier défilé de la collection IRFE pendant la semaine de la mode à Paris[6].

## Philanthropie
Olga Sorokina prend part à de nombreuses actions de bienfaisance  et soutient des projets liés à l’art et la culture dans les différents pays du monde: Art of Elysium et Elton John AIDS Foundation à Los Angeles, Amfar à New York et Cannes, le dîner de charité de Sidaction à Paris, une exposition rétrospective de l'artiste britannique Marc Quinn au Multimedia Art Museum de Moscou et le projet de Vadim Zakharov Danses des langues morte dans le cadre de la 5e Biennale de l'art contemporain à Moscou.